# Эриманфский вепрь

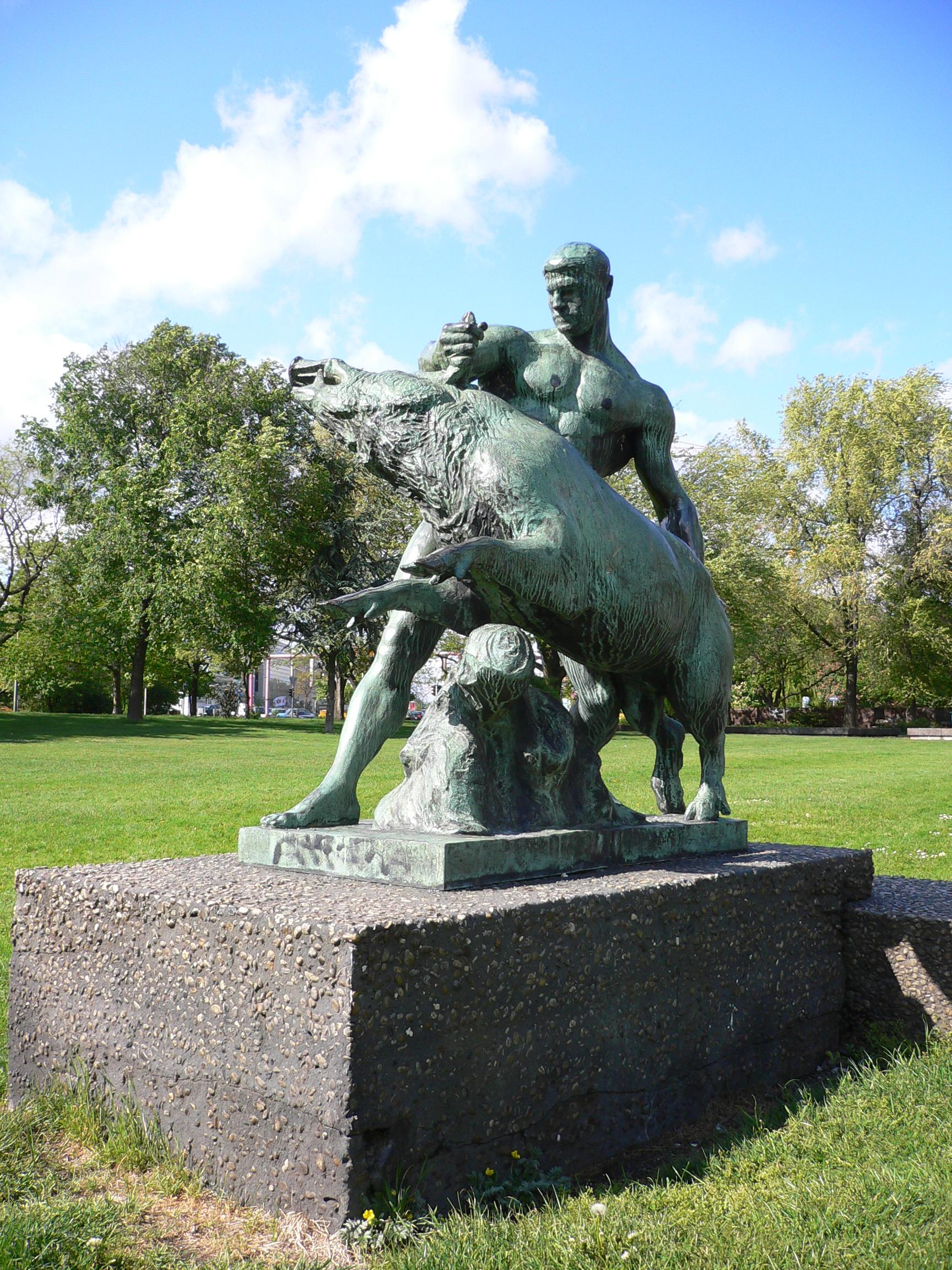
Геракл и эриманфский вепрь. Скульптура Луи Тюайона в сквере на Лютцовплац в Тиргартене в Берлине

Эриманфский вепрь (др.-греч. Ἐρυμάνθιος κάπρος), Эриманфский зверь (Ἐρυμάνθιος θήρ) — в древнегреческой мифологии огромный кабан, живший на горе Эриманфе и опустошавший окрестности города Псофиды в Аркадии на горе Лампея.

## Пятый подвиг Геракла
Микенский царь Еврисфей велел Гераклу  победить эриманфского кабана. Геракл преследовал его, загоняя в глубокий снег, связал и принес в Микены. Изображение охоты находилось в Олимпии среди всех 12 подвигов. Герой справился с этим заданием, но по пути к месту обитания зверя приключилось несчастье.
Жители Ким в стране опиков говорили, что у них в храме Аполлона лежали клыки вепря.

## Смерть Хирона
По дороге к Псофиде Геракл навестил кентавра Фолa, жившего в горах, который в знак почёта открыл перед сыном Зевса кувшин с вином. Но запах вина разнесся далеко по всей округе, и его почувствовали другие кентавры. Они пришли в ярость, ведь сосуд с вином принадлежал всем кентаврам, а не одному Фолу. Кентавры ворвались в пещеру, где пировал Геракл, но герой обратил нападающих в бегство и долго преследовал их, пока те не укрылись в пещере кентавра Хирона, друга Геракла. Герой вбежал в пещеру разъярённый и выпустил стрелу, отравленную кровью Гидры. Но стрела поразила Хирона. Хирон, обладавший бессмертием, не мог умереть и жестоко страдал от яда, проникшего в рану, до тех пор, пока не передал своё бессмертие Прометею (по варианту мифа — Асклепию), который, волею Зевса, должен был быть низвергнут в Аид. Хирон умер.
По другой версии мифа, гибнет Фол, по неосторожности поранившийся отравленной стрелой.